# Gyrnja
Gyrnja (bułg. Гърня) – wieś w Bułgarii, w obwodzie Gabrowo, w gminie Drjanowo. Obecnie miejscowość jest wyludniała.